# Успенское (городской округ Домодедово)
Успенское — село в городском округе Домодедово Московской области.

## География
Находится в южной части Московской области на расстоянии приблизительно 18 км на юг-юго-восток по прямой от железнодорожной станции Домодедово.

## История
Упоминается с XIV века. Начиная с XVII века селом владели Апраксины, затем Н. Бекетова и С. Бибикова, князь Б. Святополк-Четвертинский. Последним владельцем был Савва Морозов, директор-распорядитель товарищества Никольской мануфактуры. В начале XVII века здесь уже стояла деревянная Воздвиженская церковь, в 1691 построена новая с тем же названием. В 1771 году была построена Успенская церковь.

## Население
Постоянное население составляло 97 человек в 2002 году (русские 93 %), 104 в 2010.